# Valapattanam
Valapattanam är en ort i Indien.   Den ligger i distriktet Kannur och delstaten Kerala, i den södra delen av landet, 1 900 km söder om huvudstaden New Delhi. Valapattanam ligger 28 meter över havet och antalet invånare är 8 117.
Terrängen runt Valapattanam är platt. Havet är nära Valapattanam åt sydväst.  Närmaste större samhälle är Pāppinisseri, 4,7 km norr om Valapattanam.